# U-6 (Kriegsmarine)
U-6 je bila nemška vojaška podmornica Kriegsmarine, ki je bila dejavna med drugo svetovno vojno.

## Zgodovina
Med septembrom 1935 in junijem 1940 je bila U-6 v sestavi šolske podmorniške flotilje, sprva kot šolska, nato pa kot bojna podmornica.
30. avgusta 1939 je odplula na svojo prvo patruljo v Baltskem morju; vrnila se je 13. septembra 1939.
4. aprila 1940 je začela svojo drugo patruljo okoli jugozahoda Norveške; končala jo je 19. aprila 1940.
Med julijem 1940 in avgustom 1944 je postala šolska podmornica 21. podmorniške flotilje.
7. avgusta 1944 so jo v Gotenhafnu izvzeli iz aktivne uporabe. Nato so jo počasi uporabljali za rezervne dele, dokler je niso zajeli Sovjeti 29. marca 1945.

## Poveljniki
| Poveljniki |                 |                                  |                                        |
| Št.        | Čin             | Ime                              | Poveljstvo                             |
| 1.         | Kapitanporočnik | Ludwig Mathes                    | 7. september 1935 - 30. september 1937 |
| 2.         | Nadporočnik     | Werner Heidel                    | 1. oktober 1937 - 17. december 1938    |
| 3.         | Kapitanporočnik | Joachim Matz                     | 17. december 1938 - 26. november 1939  |
| 4.         | Nadporočnik     | Hans-Bernhard Michalowski (v.d.) | november 1939 - december 1939          |
| 5.         | Nadporočnik     | Otto Harms                       | 27. november 1939 - 17. januar 1940    |
| 6.         | Nadporočnik     | Adalbert Schnee                  | 31. januar 1940 - 10. julij 1940       |
| 7.         | Kapitanporočnik | Georg Peters                     | junij 1940 - julij 1940                |
| 8.         | Nadporočnik     | Johannes Liebe                   | 11. julij 1940 - marec 1941            |
| 9.         | Nadporočnik     | Eberhard Bopst                   | marec 1941 - september 1941            |
| 10.        | Nadporočnik     | Herbert Brüninghaus              | oktober 1941 - avgust 1942             |
| 11.        | Nadporočnik     | Paul Just                        | avgust 1942 - september 1942           |
| 12.        | Nadporočnik     | Herbert Brüninghaus              | september 1942 - 19. oktober 1942      |
| 13.        | Poročnik        | Otto Niethmann                   | 20. oktober 1942 - junij 1943          |
| 14.        | Poročnik        | Alois König                      | junij 1943 - avgust 1943               |
| 15.        | Nadporočnik     | Horst Heitz                      | avgust 1943 - oktober 1943             |
| 16.        | Nadporočnik     | Alois König                      | oktober 1943 - 16. april 1944          |
| 17.        | Poročnik        | Erwin Jestel                     | 17. april 1944 - 9. julij 1944         |

## Tehnični podatki
| Kategorije                                    | Podatki       |
| --------------------------------------------- | ------------- |
| Teža (t): na površju pod površjem polna Teža  | 254 303 381   |
| Dolžina (m) - tlačni trup (m)                 | 40,90 - 27,80 |
| Širina (m) - tlačni trup (m)                  | 4,08 - 4,00   |
| Izpodriv (m)                                  | 3,83          |
| Višina (m)                                    | 8,60          |
| Moč (hp): na površju pod podvršjem            | 700 360       |
| Hitrost (vozlov): na površju pod podvršjem    | 13,0 6,9      |
| Doseg (milja/vozel): na površju pod podvršjem | 1600/8 35/4   |
| Torpeda/Torpedne cevi                         | 5/3 bočne     |
| Posadka                                       | 22-24         |
| Maksimalni potop (m)                          | 150           |